# 胡斯托阿普薩瓦勞拉區
13°51′47″S 73°04′23″W / 13.86306°S 73.07306°W
胡斯托阿普薩瓦勞拉區（西班牙語：Distrito de Justo Apu Sahuaraura），是秘魯的一個區，位於該國南部阿普里馬克大區的艾馬賴斯省，始建於1984年9月27日，面積97.6平方公里，海拔高度3,150米，2005年人口1,048，人口密度每平方公里11人。